# Allison Pottinger
Allison Pottinger, z domu Darragh (ur. 5 lipca 1973 w Brampton, Kanada), amerykańska curlerka, mistrzyni świata, reprezentantka kraju na Zimowych Igrzyskach Olimpijskich 2010 i 2014. Jest kapitanem  drużyny z St. Paul Curling Club. Wcześniej była trzecią w ekipie Debbie McCormick z Madison Curling Club.

## Kariera
W curling zaczęła grać w 1984. Jako rezerwowa w 1994 wygrała mistrzostwa kraju i zdobyła srebrny medal Mistrzostw Świata Juniorów 1994. Rok później również jako rezerwowa zajęła 6. miejsce MŚ 1995. W tym samym sezonie wygrała mistrzostwa USA mikstów, gdzie grała jako trzecia.
W 1996 została otwierającą a jej drużyna ponownie wyjechała na MŚ, podczas tego występu Amerykanki dotarły do finału. Ostatni mecz przeciwko Kanadzie przegrały 2:5. W latach 1997 i 1998 Pottinger nie udało się triumfować w US Nationals, jednak uczestniczyła w MŚ 1997 jako rezerwowa w drużynie Patti Lank. Natomiast w 1998 ponownie zwyciężyła w krajowych mistrzostwach mikstów.
Od sezonu 1998/1999 związała się z Lank i grała jako druga. Z nową drużyną czterokrotnie dochodziła do finałów rywalizacji krajowej. W latach 1999 i 2002 występowała na mistrzostwach świata, z zawodów w 1999 przywiozła srebrny medal. Brała udział w amerykańskich kwalifikacjach olimpijskich do ZIO 2002, w finale zespół Lank przegrał z McCormick.
Po sezonie olimpijskim Pottinger dołączyła do Debbie McCormick i objęła pozycję trzeciej. Na MŚ 2003 zdobyła pierwszy złoty medal mistrzostw świata kobiet dla Stanów Zjednoczonych. W ciągu dwóch następnych lat nie udało się jej wygrać finału US Nationals, w 2004 w finale przegrała ze swoją starą drużyną a rok później z Cassandrą Johnson.
Począwszy od 2006 do 2009 Pottinger nieprzerwanie reprezentowała USA na mistrzostwach świata. W MŚ 2006 Amerykanki brały udział w finale, który zakończył się zwycięstwem Szwedek (Anette Norberg) 10:9. Rok później zespół McCormick grał dobrze i ostatecznie zajął 4. miejsce. Kolejne występy zakończyły się na 7. i 9. miejscu. W 2009 Pottinger na United States Olympic Curling Team Trials wywalczyła awans olimpijski. Reprezentacja Stanów Zjednoczonych zakończyła ZIO 2010 na ostatnim miejscu.
Po sezonie olimpijskim McCormick odeszła z zespołu a rola skipa przypadła Pottinger. W Mistrzostwach Stanów Zjednoczonych 2011 jej zespół dotarł do finału, gdzie przegrał z Patti Lank. Rok później w finale pokonała 7:5 Cassandrę Potter. Na MŚ 2012 Amerykanki zaczęły od 4 porażek, jednak później w fazie grupowej odniosły 7 zwycięstw co pozwoliło im na mecz dogrywkowy przeciwko Kanadzie (Heather Nedohin). W nim lepsze okazały się być rywalki, zespół z St. Paul zajął 5. miejsce.
Pottinger podczas ZIO 2014 jako rezerwowa dołączyła do ekipy Eriki Brown. Zawodniczki ze Stanów Zjednoczonych wygrały jeden mecz i podobnie jak cztery lata wcześniej uplasowały się na 10. miejscu.

### Wielki Szlem
| Turniej               | 2006/2007 | 2007/2008 | 2008/2009 | 2010/2011 | 2011/2012 | 2012/2013 |
| --------------------- | --------- | --------- | --------- | --------- | --------- | --------- |
| Autumn Gold           | A         | A         | A         | x         | x         | x         |
| Manitoba Lotteries    | x         | QF        | x         | x         | A         | A         |
| Wayden Transportation | A         | A         | A         | —         | —         | —         |
| Sobeys Slam           | —         | A         | A         | A         | —         | —         |
| Colonial Square       | ?*        | ?*        | A*        | A*        | x*        | x         |
| Masters               | ?*        | ?*        | ?*        | x*        | x*        | x         |
| Players’ Championship | A         | A         | A         | A         | A         | A         |

| —  | = turniej nie odbył się                                  |
| A  | = nie uczestniczyła                                      |
| x  | = nie zakwalifikowała się do fazy finałowej              |
| QF | = ćwierćfinał                                            |
| SF | = półfinał                                               |
| F  | = finał                                                  |
| W  | = zwycięstwo                                             |
| *  | = turniej niezaliczany wówczas do cyklu Wielkiego Szlema |

## Drużyna
|                  | Czwarta           | Trzecia           | Druga             | Otwierająca       |
| ---------------- | ----------------- | ----------------- | ----------------- | ----------------- |
| od 2011          | Allison Pottinger | Nicole Joraanstad | Natalie Nicholson | Tabitha Peterson  |
| 2010/2011        | Allison Pottinger | Nicole Joraanstad | Natalie Nicholson | Sarah Lehman      |
| 2006/2010        | Debbie McCormick  | Allison Pottinger | Nicole Joraanstad | Natalie Nicholson |
| 2003/2005        | Debbie McCormick  | Allison Pottinger | Ann Swisshelm     | Tracy Sachtjen    |
| 2002             | Patti Lank        | Erika Brown       | Allison Pottinger | Natalie Nicholson |
| 1999             | Patti Lank        | Erika Brown       | Allison Pottinger | Tracy Sachtjen    |
| 1996             | Lisa Schoeneberg  | Erika Brown       | Lori Mountford    | Allison Pottinger |
| 1995             | Lisa Schoeneberg  | Erika Brown       | Lori Mountford    | Marcia Tillisch   |
| 1994             | Erika Brown       | Debbie Henry      | Stacey Liapis     | Analissa Johnson  |
| Drużyny mikstowe |                   |                   |                   |                   |
| 1998             | Mike Fraboni      | Allison Pottinger | Craig Brown       | Tracy Sachtjen    |
| 1995             | Mike Fraboni      | Allison Pottinger | Mark Swandby      | Toni Swandby      |

Gdy była rezerwową, Pottinger nie ma na liście.

## Życie prywatne
Allison Pottinger pochodzi z Kanady, gdzie mieszkała do 18. roku życia. Ukończyła Richelieu Valley Regional High School w McMasterville, w 1994 uzyskała tytuł bachelor's degree nauk politycznych i historii na University of Wisconsin-Oshkosh. 4 lata później na University of Wisconsin-Milwaukee osiągnęła MBA ze specjalizacją w marketingu.
Jest żoną Douga Pottingera, ma dwie córki Lauren i Kelsey. Mieszka w Eden Prairie.